# Lötschberská dráha
Lötschberská dráha (německy Lötschbergbahn či Lötschberg-Bergstrecke) je hlavní železniční trať ve Švýcarsku, která spojuje oblast Berner Oberland v kantonu Bern s kantonem Valais. Ústředním bodem trati je 14 612 metrů dlouhý Lötschberský tunel. Trať je známá díky dvojité smyčce (spirálovým tunelům) na severní rampě, mnoha inženýrským stavbám a jižní rampě v údolí Rhôny. Když byl v roce 2007 otevřen Lötschberský úpatní tunel, převzal většinu dopravy mezi Frutigenem a Brigem. Od té doby jezdí po původní trati pouze vlaky RegioExpress a nákladní vlaky, které se z kapacitních důvodů nevejdou do úpatního tunelu.

## Popis
Lötschberská dráha s horským úsekem a základním tunelem je vedle Gotthardské dráhy druhým severojižním spojením přes Švýcarské Alpy. Slouží také jako napájecí trať ze západní části německy mluvícího Švýcarska, západního Německa a východní Francie na Simplonskou dráhu ve směru na Milán a dále do Itálie.
Lötschberská dráha začíná v železničním uzlu Spiez a vede odtud severojižním směrem údolím Kandertal přes Frutigen, kde odbočuje nový úpatní tunel, a Kandersteg do Lötschberského tunelu v Goppensteinu. Z Hohtennu se stáčí na východ podél jižního úbočí masivu Bietschhorn dolů do Brigu.
Trať je dlouhá 74 km a jízda bez zastávky pravidelným vlakem SBB trvala v roce 2007 celkem 56 minut (Spiez–Brig).

## Provoz
Infrastruktura celé trati, s výjimkou oblasti nádraží Brig, patří společnosti BLS Netz AG. Licence na provozování regionálních vlaků („Lötschberger“) včetně RegioExpressu na celé trati a také vlaků pro přepravu automobilů mezi Kanderstegem a Goppensteinem nebo Iselle vlastní společnost BLS AG.
Dálkovou dopravu plně pokrývá SBB.

## Průběh trati

### Severní údolní úsek
Stanice Spiez leží v nadmořské výšce 628 m a je výchozím bodem (nultým kilometrem) Lötschberské dráhy.
Úsek ze Spiezu do Frutigenu má rovnoměrný sklon 15 ‰.
Trať vede nejprve tunelem Hondricht, který byl v roce 1986 prodloužen na délku 1709 m n. m., vzhůru do údolí Kandertal, podél Kanderu k bývalé výhybně Heustrich-Emdthal (km 5,1) ve výšce 678 m n. m., která již není obsluhována. Následuje stanice Mülenen (692 m n. m.) v km 6,8, kde se hned vedle stanice nachází údolní stanice lanové dráhy Niesenbahn, která vede až na vrchol Niesen ve výšce 2362 m n. m. 
Trať pokračuje podél Kanderu a v km 8,2 následuje obec Reichenbach im Kandertal (706 m n. m.). Za Reichenbachem dráha překračuje Kander a vstupuje do rozšiřujícího se údolí Frutigtal. V bývalé zastávce Wengi byla trať v letech 2005/2006 přeložena a prodloužena směrem na východ a napojuje se na jednokolejnou podzemní přístupovou trasu k Lötschberskému úpatnímu tunelu, který prochází pod železniční stanicí Frutigen.
Frutigenu (779 m n. m.) trať dosahuje v km 13,5. Před otevřením úpatního tunelu v roce 2007 byla stanice modernizována a přepracována. Byla připravena na provoz úpatním tunelem, neboť severní portál tunelu se nachází přímo jižně od stanice; ten je se stanicí spojen dvěma spojovacími estakádami. Dálkové osobní vlaky a nákladní vlaky zde vjíždějí do tunelu, jehož druhý konec se nachází až v Raronu ve Valais.

### Severní rampa Frutigen–Kandersteg

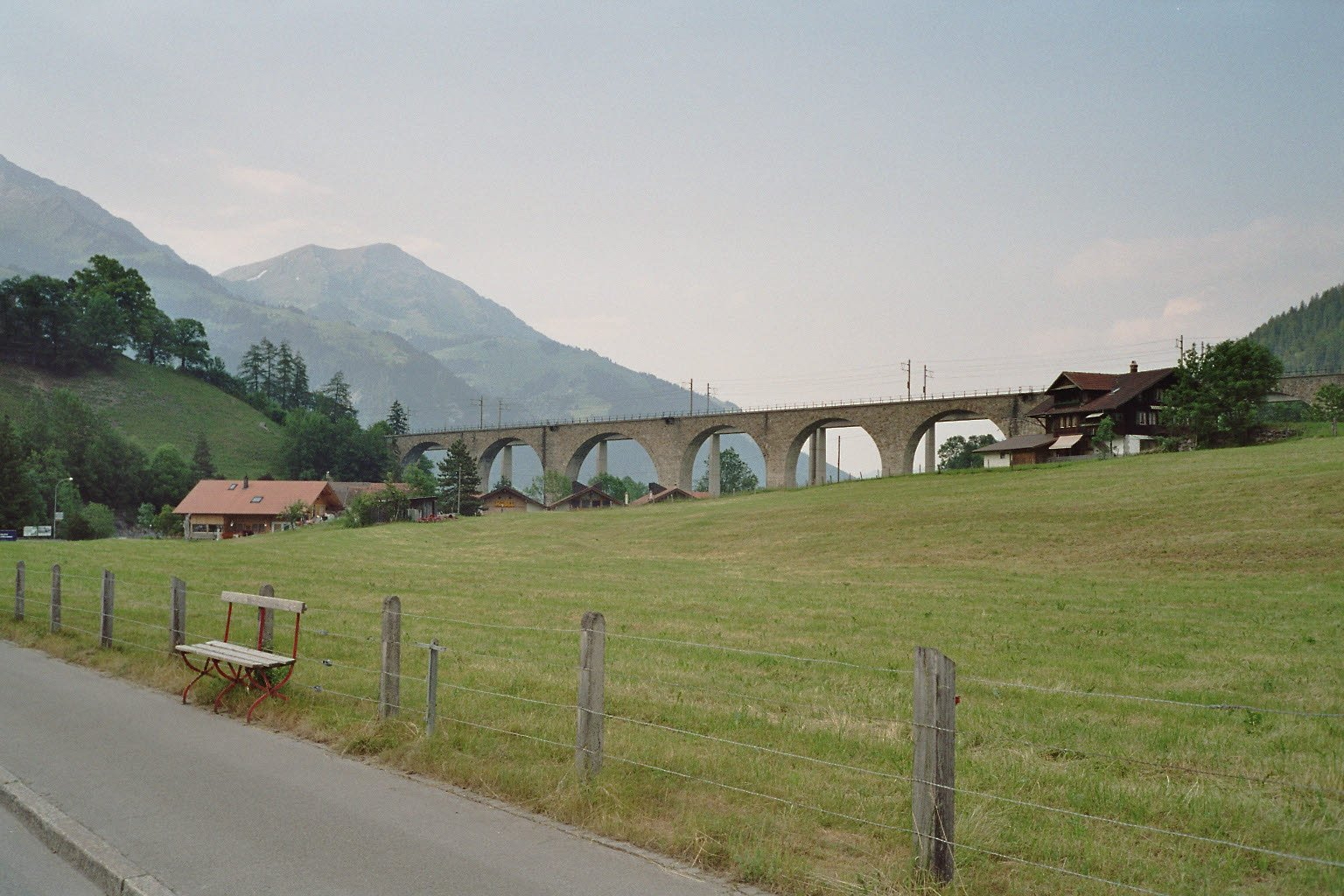
Kanderviadukt

Vlastní horský úsek začíná za stanicí Frutigen. Za výjezdem ze stanice stoupá se sklonem 27 ‰, v prudkém levotočivém oblouku překračuje severní portál úpatního  tunelu a vede vedle zříceniny Tellenburg na Kanderviadukt, nejfotografovanější stavbu Lötschberské dráhy. Přes údolí Kandertal a řeku Kander vedou dva mosty v průměrné výšce 28 metrů. Starý 265 metrů dlouhý viadukt je cihlový obloukový viadukt s deseti oblouky po 20 metrech a jedním obloukem po 25 metrech. Nový 285 metrů dlouhý viadukt pro druhou kolej byl postaven v roce 1981 jako betonový trámový viadukt 15 metrů severně od osy koleje a má stejné rozteče mezi nosnými pilíři.

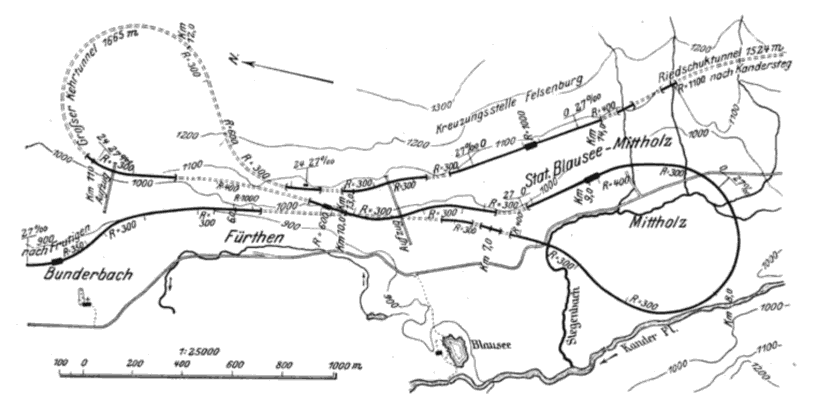
Dvojitá smyčka v Blausee-Mitholz

Za Kanderviaduktem se po pravé straně údolí nachází bývalá stanice Kandergrund (v km 17,4) ve výšce 859 m n. m. Trať dále stoupá po pravé straně údolí a projíždí 637 m dlouhým tunelem Fürtenertunnel I. Dále projíždí 19 m dlouhým tunelem Felsburgtunnel I a 29 m dlouhým tunelem Felsburgtunnel II. Po výjezdu z tunelu trať mění strany a projíždí otevřenou smyčkou, takzvanou Blauseekurve, celým údolím až k bývalé stanici Blausee-Mitholz (km 22,4) v nadmořské výšce 974 m. Staniční budova byla zcela zničena při výbuchu muničního skladu 19. prosince 1947 a v roce 1948 obnovena.
Se stejným sklonem jako předtím trať sleduje úbočí hory v opačném směru (jih-sever), projíždí 112 m dlouhým tunelem Felsburg III a překonává 76 m dlouhý viadukt Felsburg. Následuje 48 m dlouhý Fürtenviadukt, 510 m dlouhý Fürtentunnel II, viadukty Fürtenfluh (24 m) a Haltenwald (40 m). Trať nyní vjíždí do 1655 m dlouhého spirálového tunelu, který mění směr jízdy zpět na severojižní. Následuje 72 m dlouhý viadukt Ronenwald a po něm 59 m dlouhý Ronenwaldtunnel I a 58 m dlouhý Ronenwaldtunnel II. Trať pokračuje 38 m dlouhým tunelem Feschfluetunnel a vede do 433 m dlouhého rovného úseku výhybny Felsburg v km 27,1 v nadmořské výšce 1085 metrů. Poté se trať vrací do obvyklého sklonu 27 ‰ tunelem Rotbach (50 m) a dále přes most Rotbach (96 m). Po překonání dalších dvou tunelů, tunelu Hemligen (106 m) a tunelu Rietschuktunnel dlouhého 1536 m, a po přejezdu mostu Sarengraben (70 m) a mostu Untere Kanderbrücke dlouhého 22 m, je dosaženo 842 m dlouhé horizontály stanice Kandersteg (km 31,5, 1176 m n. m.).
Před vybudováním železniční trati bylo možné se z Valais do Kanderstegu dostat pouze pěšky přes průsmyk Gemmipass nebo Lötschenpass. Severozápadně od nádraží se nacházejí čekárny a nakládací rampy pro autovlaky provozované společností BLS Lötschberským tunelem.
Podél trati vede v tomto úseku značená informační turistická stezka nazvaná Lötschberger Nordrampe.

### Lötschberský tunel
Úsek mezi Kanderstegem a Goppensteinem byl jediný, který byl od počátku provozován jako dvoukolejný.
Ze stanice Kandersteg vede trať podél Kanderu a opuštěné skautské zastávky u Mezinárodního skautského centra Kandersteg po dvou kilometrech k severnímu portálu Lötschberského tunelu. Zde se stále nachází několik kolejí pro vlaky pro přepravu automobilů.
Lötschberský tunel byl plánován v délce 13 744 metrů, ale kvůli pronikání vody pod údolím Gasterntal a přemístění portálu tunelu v Goppensteinu a Kanderstegu musel být prodloužen na 14 605 metrů.
Nejvyšší nadmořské výšky dosahuje trasa na vrcholu tunelu ve výšce 1240 m n. m., což je z ní činí nejvýše položenou trať standardního rozchodu přes Alpy. Tunel rovněž protíná hranici kantonů Bern a Valais.
Po zhruba osmiminutové cestě vlakem (zaměstnancům správy infrastruktury trvá průchod tunelem pěšky asi sedm a půl hodiny) se v kilometru 48,8 ve výšce 1176 metrů nad mořem nachází jižní portál v Goppensteinu.
Ve stanici Goppenstein je kvůli úzkému údolí vybudován terminál autovlaků pomocí umělých staveb.

### Jižní rampa Goppenstein–Brig

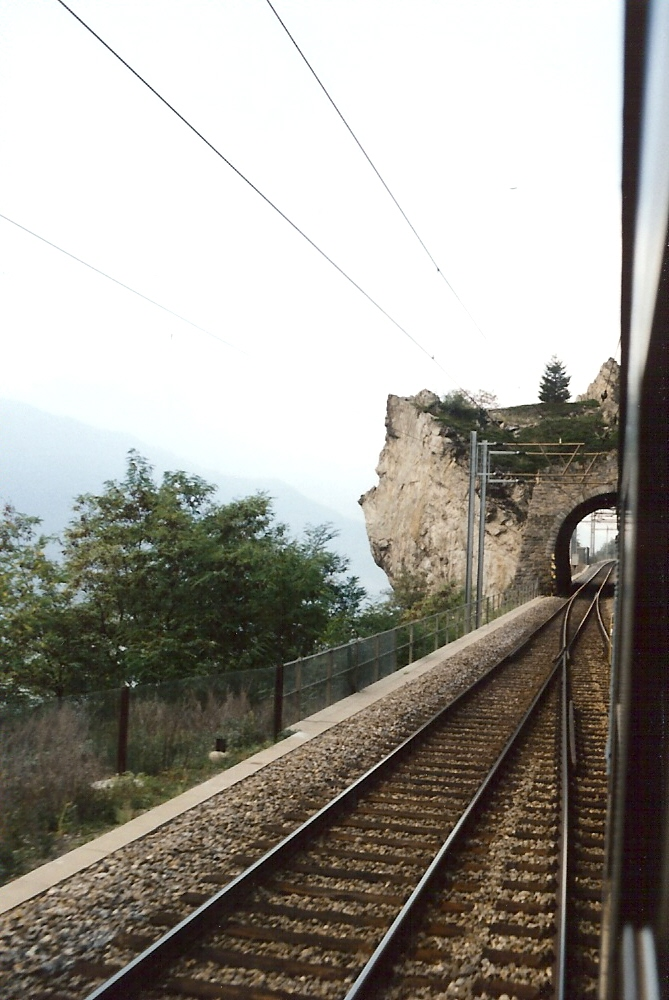
Viktoriatunnel

Za stanicí Goppenstein začíná sklon 27 ‰. Zpočátku vede trasa po východním svahu úzké rokle řeky Lonza a krátce po výjezdu přes 90 m dlouhý Lonzaviadukt, dále 268 m dlouhým tunelem Rotlaunentunnel a lavinovou štolou Stockgraben do štoly Schintigraben. Zde se obě traťové koleje rozdělují. Levá kolej vjíždí do tunelu Mittalgraben II, který byl vybudován v letech 1985 až 1998 a vede 1600 metrů horským masivem k viaduktu Wolfgrabenbühl, kde se opět napojuje na starou trať.
Za štolou Schintigraben vede stará jednokolejná trať štolou Innere Mittalgraben a 480 m dlouhým tunelem Mittalgraben I do krátké štoly Äussere Mittalgraben před přechodem do 431 m dlouhého Lugjetunnelu. Vlak nyní projíždí galerií Inner Spiessgraben a 118 m dlouhým tunelem Hohegg. Následuje galerie Spiessgraben a 208 m dlouhý tunel Marchgraben. Po výjezdu z tunelu se naskytne krátký pohled na údolí Lonzy, než vlak zmizí v 1346 m dlouhém Hohtennském tunelu. V tunelu se trať stáčí z jihu pod úhlem 90 stupňů na východ a před 36 m dlouhým viaduktem Wolfgrabenbühl, jehož tunel zde také končí, se opět setkává s novou tratí.
Odtud trať vede po severním svahu údolí Rhôny, jehož dno je v tomto místě o přibližně 450 metrů níže. Krátce poté se trať dostává k 500 m dlouhé horizontále bývalé výhybny a současné železniční stanice Hohtenn (km 54,2) v nadmořské výšce 1078 m, tři kilometry nad stejnojmennou obcí. Zde také začíná působivá vysokohorská stezka „Lötschberger-Südrampe“, kterou zřídila BLS a která z velké části kopíruje trasu železniční tratě dolů do Brigu, částečně využívá trasu dnes již neexistujícího tělesa trati včetně několika tunelů. Stezka nabízí mnoho výhledů dolů do údolí Rhôny, na protější horské vrcholy Walliských Alp nebo na inženýrské stavby Lötschberské trati a vede částečně podél tradičních zavlažovacích kanálů, tzv. Suonen.
Vzhledem k tomu, že druhá kolej vede stoupajícím tunelem Mittalgraben II mezi severním portálem tunelu Mittalgraben a jižním portálem tunelu Hohtenn, zachovaly se na staré trase přípravné práce z roku 1913 pro zdvojkolejnění a lze rozpoznat pouze částečně vyhloubené portály tunelu. Nová trať na viaduktu Wolfgrabenbühl je na rozdíl od zbytku trati také na straně do kopce.
Za stanicí Hohtenn začíná stoupání 23 ‰. Krátce poté trať překonává 123 m dlouhý Luegelkinnský viadukt, za nímž následuje 107 m dlouhý tunel Schluchi. Poté prochází 271 m dlouhým tunelem Lidenplattentunnel, přes 97 m dlouhý most Jolibachbrücke do 377 m dlouhého tunelu Blasbodentunnel. Hned za 589 m dlouhým tunelem Bietschtal I následuje železný Bietschtalský most a 952 m dlouhý tunel Bietschtal II. Za strážním domkem jsou vidět dva zazděné tunely, 47 m dlouhý tunel Sevistein I a 96 m dlouhý tunel Sevistein II. Tyto dva tunely musely být již v roce 1915 opuštěny a byly nahrazeny 407 m dlouhým tunelem Sevistein III. Následoval 16 m dlouhý Mahnkinnský viadukt a 385 m dlouhý Mahnkinnský tunel. Za 172 metrů dlouhým Dorentunnelem trať přechází do 512 metrů dlouhé stanice Ausserberg (km 61,2) v nadmořské výšce 932 metrů.
Z Ausserbergu trať pokračuje ve sklonu 24 ‰ k 36 m dlouhému viaduktu Bord, dále následuje 148 m dlouhý Gründentunnel a 28 m dlouhý Viktoriatunnel. Po 106 m dlouhém mostě Baltschiederbrücke následuje 792 m dlouhý tunel Eggerberg, ve kterém začíná stanice Eggerberg (km 64,9) ve výšce 801 m n. m. Pod zastávkou lze rozeznat městečko Visp s průmyslovým areálem Lonza AG a je odtud výhled na protější údolí Mattertal směrem na Zermatt.
Kousek za Eggerbergem následuje 133 m dlouhý Stadeltunnel, za ním 75 m dlouhý viadukt Finnengraben a 500 metrů dlouhá stanice Lalden (v km 67,3), nacházející se v rovině v nadmořské výšce 808,7 m.
Na zbytku trasy dolů do Brigu muselo být postaveno mnoho viaduktů s prodloužením dvoukolejné trati, aby byla trasa stabilní. Při sklonu 22 ‰ byl nejprve postaven visutý viadukt Eggetli, po něm 80 m dlouhý Badtunnel a dále visuté viadukty Badtunnel, Lieltenen, Mundertrieste a Hutstein, následuje 46 m dlouhý most Mundbach a 88 m dlouhý tunel Mundbach. Na dalších 1,6 kilometrech vedou trasu téměř až na dno údolí Rhôny viadukty Lehnenviadukte Drieste. Krátce před konečnou stanicí trať překonává 88 m dlouhý most přes Rhônu bez převýšení, poté se napojuje na Simplonskou dráhu a končí v železniční stanici Brig (v km 74,4) v nadmořské výšce 678 metrů.
Podél trati vede v tomto úseku značená informační turistická stezka Lötschberger Südrampe.